# Corynoptera prinospina
Corynoptera prinospina är en tvåvingeart som beskrevs av Werner Mohrig 1999. Corynoptera prinospina ingår i släktet Corynoptera och familjen sorgmyggor. Inga underarter finns listade i Catalogue of Life.